# Iain Lees-Galloway

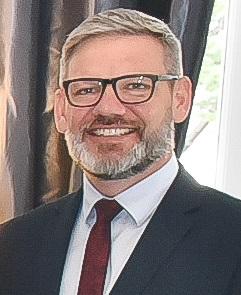
Iain Lees-Galloway (2020)

Iain Francis Lees-Galloway, in der Öffentlichkeit als Iain Lees-Galloway bekannt, (* 18. September 1978 im Süden von Auckland, Neuseeland) ist ein Politiker der New Zealand Labour Party.

## Leben
Iain Francis Lees-Galloway wurde am 18. September 1978 im Süden von Auckland geboren und wuchs in einer Gegend nahe Waiuku auf, die von Farmwirtschaft geprägt war. 1998 zog er nach Palmerston North, wo er im Jahr 2016 sein Universitätsstudium an der Massey University mit einem Bachelor of Arts abschloss. Lees-Galloway war President der Massey University Students Association.

## Berufliche Tätigkeit
Bevor Lees-Galloway ins Parlament einzog, war er für die Gewerkschaft der New Zealand Nurses Organisation (NZNO) als Kampagnen- und Medienberater tätig.

## Politische Karriere
Lees-Galloway wurde im Jahr 2005 Mitglied der Labour Party und engagierte sich im Wahlkreis Palmerston North. Ein Jahr später übernahm er den Posten des Secretary in seinem Wahlkreis und noch im selben Jahr die Position des Vorsitzenden dort. Im Jahr 2008 setzte er sich unter vier Bewerbern seiner Partei als Kandidat für die im November stattfindende General Election des Wahlkreises durch und konnte schließlich darüber auch die Wahl zum New Zealand Parliament gewinnen. Er hielt den Wahlkreis über die drei folgenden Wahlperioden bis zum Jahr 2020.
Als Labour unter der Führung von Jacinda Ardern die Parlamentswahl 2017 gewann, holte Ardern Lees-Galloway für folgende Ministerposten ins 1. Cabinet ihrer Regierung:
| Minister                                            | vom              | bis           |
| --------------------------------------------------- | ---------------- | ------------- |
| Deputy Leader of the House                          | 26. Oktober 2017 | 22. Juli 2020 |
| Minister of ACC (Accident Compensation Corporation) | 26. Oktober 2017 | 22. Juli 2020 |
| Minister for Immigration                            | 26. Oktober 2017 | 22. Juli 2020 |
| Minister for Workplace Relations and Safety         | 26. Oktober 2017 | 22. Juli 2020 |

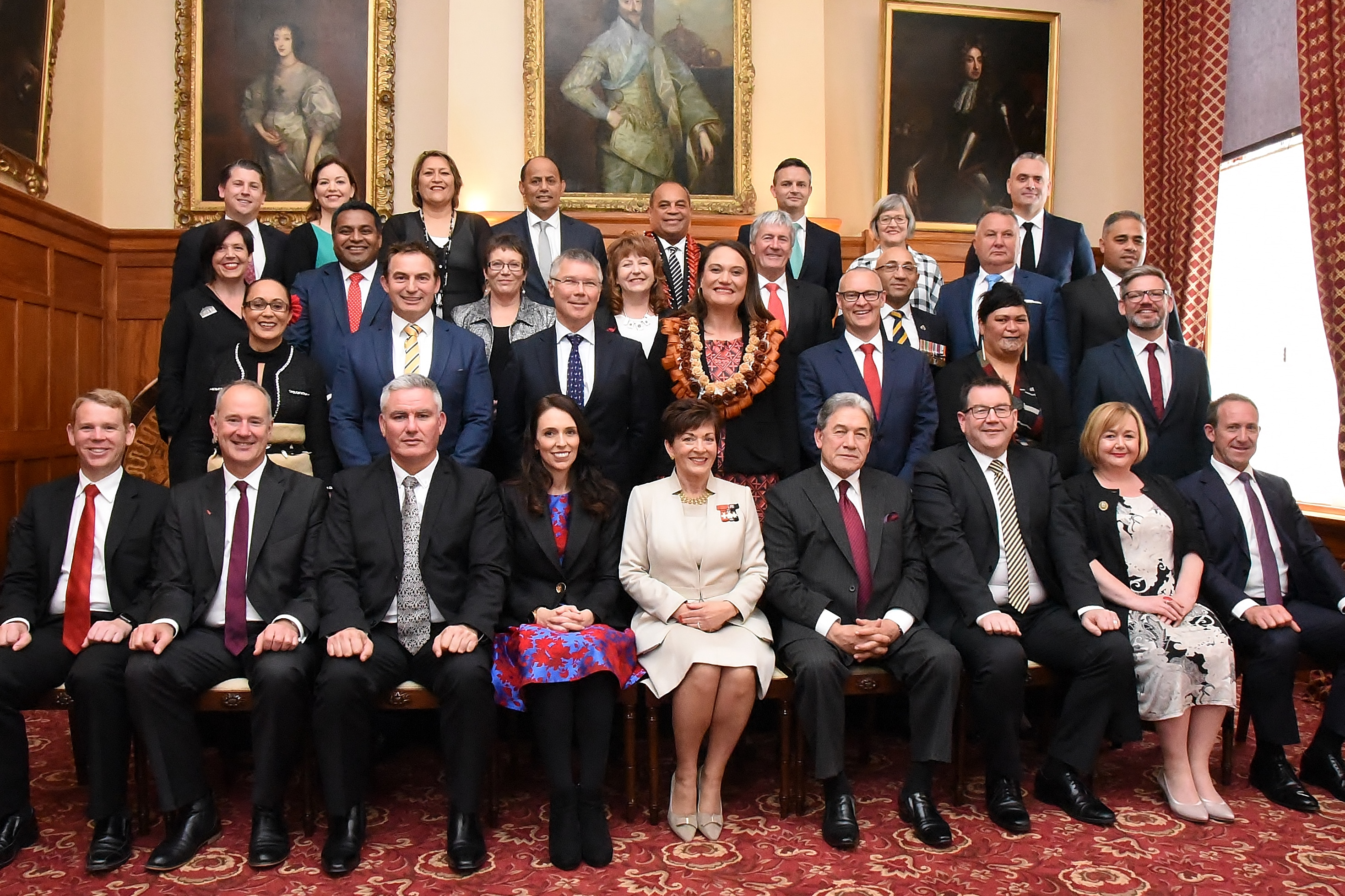
Iain Lees-Galloway (2017)
1. von rechts in der zweiten Reihe

Im Juli 2020 musste Lees-Galloway von allen seinen Ministerposten zurücktreten, da er ein Verhältnis zu einer Mitarbeiterin, die ihm als Minister untergeben war, unterhalten hatte. Lees-Galloway kündigte an, keine Parteiämter mehr bekleiden zu wollen und auch nicht mehr zur Parlamentswahl wenige Monate danach antreten zu wollen.

## Familie
Lees-Galloway ist verheiratet und hat drei Kinder.